# Jacob Willem Cohen
Jacob Willem „Wim“ Cohen (* 27. August 1923 in Leeuwarden; † 12. November 2000 in Den Haag) war ein niederländischer Mathematiker und Ingenieur. Er befasste sich mit Warteschlangentheorie und verfasste darüber 1969 eine Monographie, die ein Standardwerk wurde. Er forschte auch über Wahrscheinlichkeitsverteilungen mit fetten Verteilungsenden.

## Leben
Cohen musste als Jude im besetzten Holland im Zweiten Weltkrieg untertauchen und brachte sich im Selbststudium so viel Mathematik und Naturwissenschaften bei, dass er nach dem Krieg ein Studium des Maschinenbaus in Delft schnell 1949 abschließen konnte. Er promovierte 1955 cum laude in Delft bei Warner T. Koiter (On stress calculations in helicoidal shells and propeller blades) über die Berechnung von Spannungen in Schiffspropellern und arbeitete ab 1950 bei Philips Telekommunikation in Hilversum im Bereich Telefon (zum Beispiel theoretische Untersuchung der Überlastung von Telefonnetzen). 
1957 wurde er Professor für Reine und Angewandte Mathematik und Mechanik an der Technischen Hochschule Delft und 1973 bis zu seiner Emeritierung 1988 war er Professor für Operations Research an der Universität Utrecht. In Utrecht befasste er sich mit zweidimensionalen Irrfahrten und deren Anwendung auf Warteschlangen (wobei er seine Kenntnis der komplexen Analysis einsetzte) und Kommunikation in Computer-Netzwerken.
Er erhielt den AKZO-Preis der Hollandsche Maatschappij der Wetenschappen, den Lifetime Achievement Award der ITC (International Teletraffic Congress) und war Ehrendoktor des Technion. Er liegt in Haifa begraben.

## Schriften
- The single server queue, North Holland 1969, 2. Auflage 1982
- On regenerative processes in queueing theory, Springer Verlag 1976
- mit Onno J. Boxma: Boundary value problems in queueing systems, Elsevier, 1983
- Analysis of random walks, IOS Press, 1992